# Stazione di Los Negrales
La stazione di Los Negrales è una stazione ferroviaria di Alpedrete, sulla linea Villalba - Segovia.
La stazione dispone di servizi di media distanza e forma parte della linea C8 delle Cercanías di Madrid.

## Storia
La stazione è stata inaugurata il 1º luglio 1888 con l'apertura del tratto Villalba - Segovia della linea Medina del Campo - Villalba.